# Donnington Castle
Donnington Castle er en ruin af en middelalderborg i den lille landsby Donnington, nord for Newbury i Berkshire i England. Den blev grundlagt af sir Richard Abberbury den ældre i 1386 og blev købt af Thomas Chaucer før den kom under kongen i tudertiden. Under den engelske borgerkrig blev fæstningen holdt af kavalererne med sir John Boys i spidsen, og den modstod halvandet års belejring, før garnisonen overgav sig. Parlamentet ødelagde herefter Donnington Castle i 1646 for at forhindre den i at blive brugt igen. I dag er kun portbygningen bevaret. Stedet drives English Heritage og er listet som scheduled ancient monument.